# Ilhas do Sotavento
Le Ilhas do Sotavento (letteralmente, isole "sottovento") sono il gruppo di isole che costituiscono la parte meridionale dell'arcipelago di Capo Verde. Si contrappongono alle isole settentrionali, appartenenti al cosiddetto gruppo delle Ilhas do Barlavento.

## Isole
Le isole principali del gruppo sono:
- Brava
- Fogo
- Santiago
- Maio

Le isole minori sono:
- Ilhéu Grande
- Ilhéu de Cima
- Ilhéu do Rei
- Ilhéu Sapado
- Ilhéu Luís Carneiro

Queste isole costituiscono un sottoarcipelago detto Ilhéus Secos (o Ilhéus do Rombo), a nord di Brava.
L'ultima isola del gruppo è Ilhéu de Santa Maria.